# Astronidium subcordatum
Astronidium subcordatum är en tvåhjärtbladig växtart som först beskrevs av Asa Gray, och fick sitt nu gällande namn av Erling Christophersen. Astronidium subcordatum ingår i släktet Astronidium och familjen Melastomataceae. Inga underarter finns listade i Catalogue of Life.